# Sandefjord
Sandefjord je město v Norsku, v počtu obyvatel celkem 16. největší v této zemi; žije zde přibližně 67 tisíc obyvatel. Město se nachází v kraji Vestfold v jižním Norsku a je známé především díky své bohaté historii, především díky přítomnosti Vikingů na území dnešního Sandefjordu. Nachází se zde i třetí největší obchodní loďstvo v Norsku. Venkovská obec Sandar byla se Sandefjordem sloučena dne 1. ledna 1968.

## Historie

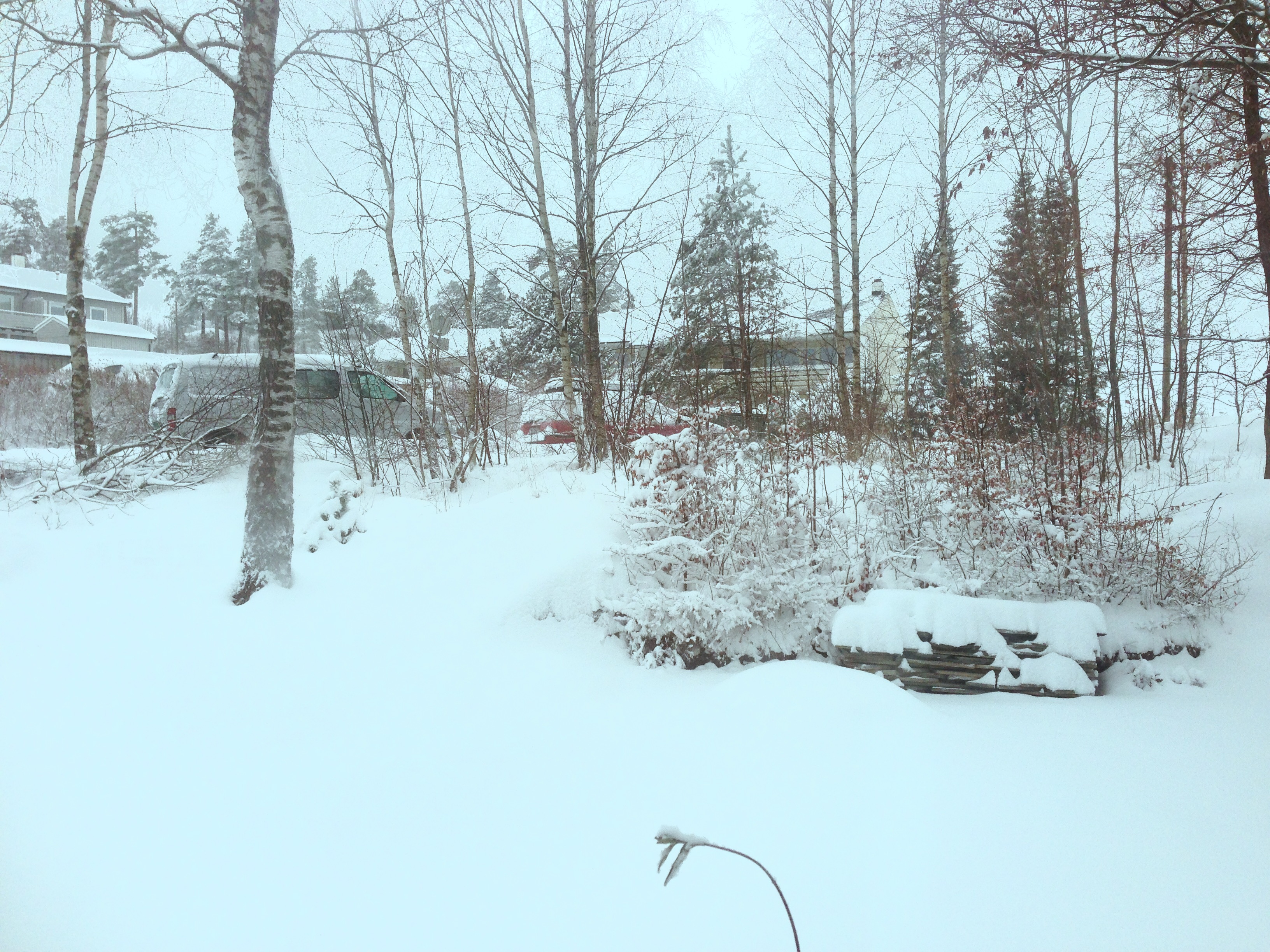
Sandefjord v zimě

Oficiálně byla obec Sandefjord založena 1. ledna 1838. Lidská činnost zde ale byla i dlouhou dobu před tímto datem, jednalo se především o vikingy, kteří tady po sobě zanechali nemálo památek. Jedním z nejvýznamnějších pozůstatků po Vikinzích je tzv. Gokstadská loď, typická vikinská loď, která byla vyhloubena Nicolayem Nicolaysenem a v současnosti se nachází v Muzeu Vikingských lodí v Oslu. Krom několika archeologických nálezů toho zde Vikingové příliš nezanechali a obecně se dá říct, že historie Sandefjordu je velmi krátká.

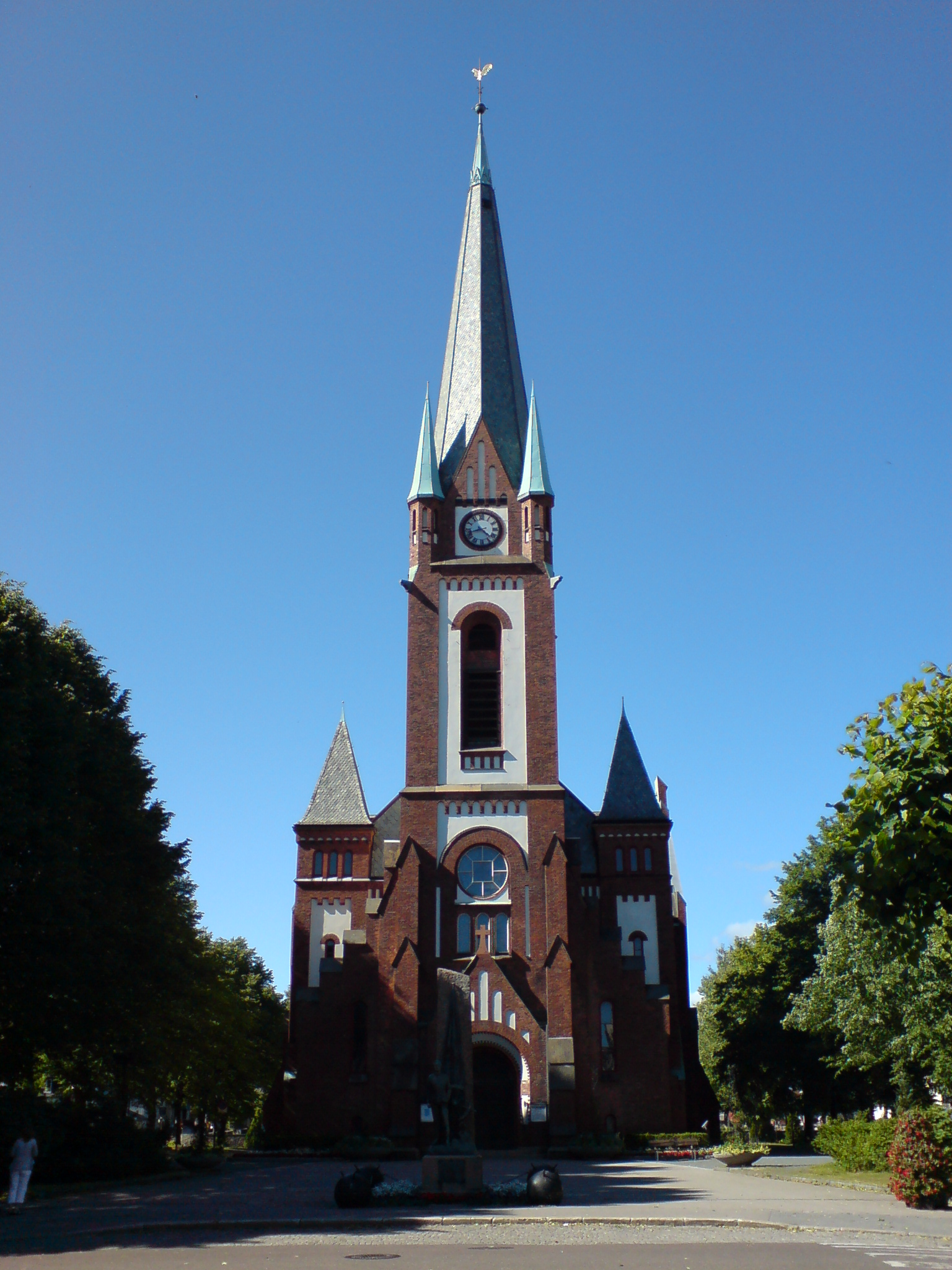
Sandefjordský kostel

Z novodobé historie stojí za zmínku i místní lázeňství. Sandefjord byl ještě v nedávné době významným zdravotním střediskem a různými druhy koupelí pro zlepšení zdraví. Používala se především slaná voda, nebo také bahenní koupele. Jen mezi lety 1837 až 1939 toto lázeňské středisko navštívilo přes 50 000 Norů. Lázeňství ale brzy přestalo vynášet a budova byla uzavřena a opuštěna. Poté byla zrestaurována a v současné době slouží pro různé kulturní akce a aktivity.
Dále za zmínku stojí i lov velryb, který probíhal převážně na konci 18. a na začátku 19. století. První expedice lovu velryb byla do Antarktického oceánu vyslána v roce 1905. Ke konci roku 1920 měl Sandefjord celkem 15 továrních lodí a více než 90 lodí určených pro lov velryb. V roce 1954 bylo najato přes 2 800 mužů z celého kraje jako členové posádek všech těchto lodí. Od poloviny 50. let 20. století ale zájem o velrybí maso začal upadat a počet lodí i posádek rychle klesal. Poslední loď vyjela na lov v roce 1967/1968. Lov velryb zde připomíná i muzeum Hvalfangstmuseet. Jedná se o jedné muzeum podobného typu v Evropě.

### Jméno
Název Sandefjord nesl původně fjord v blízkosti dnešního města, ten se dnes nazývá Sandefjordsfjord. Tento fjord byl nazván podle farnosti dnes již neexistující obce Sandar.

## Městské symboly
V letech 1914–2017 (přesněji od 9. května 1914) měl městský znak žlutý štít s velrybou a pod ní typickou vikinskou lodí. Loď symbolizovala slavnou Gokstadskou loď, která byla nalezena v blízkosti Sandefjordu v roce 1880. Jedná se o jednu z nejlépe dochovaných vikinských lodí. Velryba nad lodí symbolizuje především to, že Sandefjord byl v 19. a 20. století významným přístavem v oblasti lovu velryb.

Městský znak (1914–2017)

V roce 2017 byl znak změněn.

## Obyvatelstvo
Vývoj obyvatelstva Sandefjordu byl postupný, v roce 1801 zde žilo pouze okolo 370 lidí, 1865 již počet stoupl na 1 790 lidí a o dalších deset let později byl počet obyvatel asi 2 480 lidí. Největší skok v obyvatelstvu přišel mezi lety 1960 a 1970; v roce 1960 zde žilo téměř 7 000 lidí a za deset let, po sloučení s obcí Sandar, mělo město již okolo 31 700 obyvatel. Počet obyvatel nadále vzrůstal a v roce 2010 zde již žilo celkem 43 123 lidí.

## Podnebí

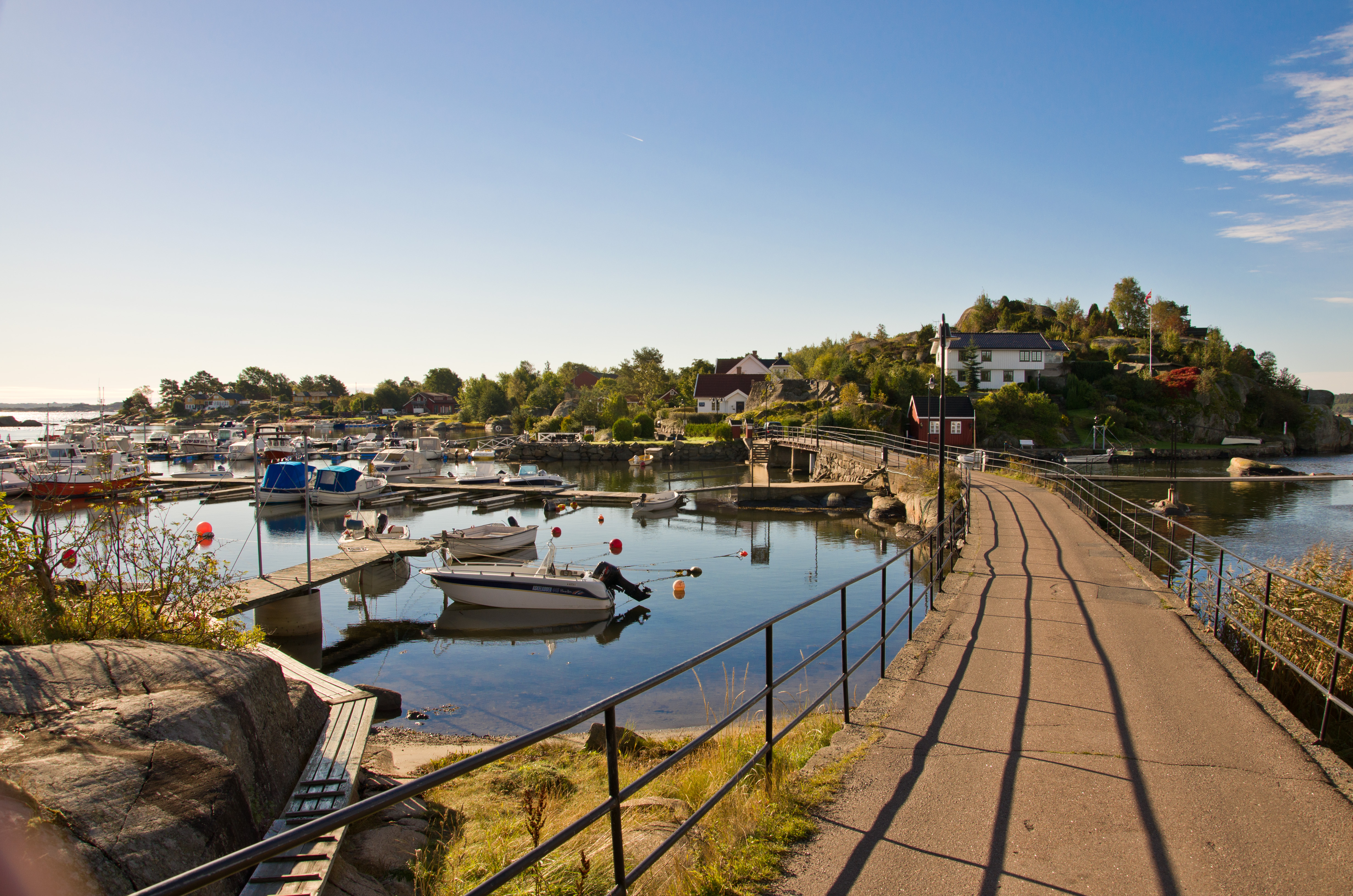
Most u přístavu

Klima v Norsku je silně ovlivňováno Golfským proudem. To znamená, že podnebí zde, obzvláště v letních měsících, je výrazně teplejší než v ostatních regionech stejné zeměpisné šířky, například na Aljašce nebo Sibiři V Sandefjordu vládně poměrně vlhké kontinentální klima s teplými léty bez období sucha. Chladnější období začíná na konci v listopadu a trvá až do začátku března, kdy se otepluje. Nejchladnější dny bývají v února a naopak nejteplejší v letních měsících, tedy v červenci nebo srpnu. Nejvíce sněží na konci ledna a začátku února.

## Politika a vláda
Sandefjord je město konzervativní strany. V norských komunálních volbách v roce 2011 hlasovalo 47,9% voličů právě pro konzervativní strany. Pravicové strany obdržely v Sandefjordu celkem 70,4% hlasů. Současný starosta, Bjørn Ole Gleditsch, byl zvolen v roce 2004 a bývá označován za nejbohatšího starostu v Norsku.

## Osobnosti ze Sandefjordu
- Christen Christensen (1845-1923), norský obchodník.
- Lars Christensen (1884-1965), námořní magnát orientující se na lov velryb.
- Ole Aanderud Larsen (1884-1964), designér lodí, spoluzakladatel společnosti Jotun
- Dag Solstad (1941), spisovatel
- Lorene Yarnell (1944-2010) tanečník a mim
- Karin Fossumová (1954), spisovatelka
- Bent Hamer (1956), filmový režisér
- Anita Hegerland (1961), zpěvačka
- Tor Eckhoff (1964–2021), otužilec a youtuber, známý jako Apetor
- Ronny Johnsen (1969), fotbalista
- Joachim Rønning (1972), filmový režisér
- Frank Loke (1982), házenkář